# Чавдар Кюранов
Чавдар Йорданов Кюранов е български социолог и политик, член на Българската социалистическа партия.

## Биография
Роден е на 16 май 1921 г. в София. Завършва право в Софийския университет.

### Научна кариера
От 1956 до 1965 г. е научен сътрудник в Икономическия институт при Българската академия на науките. След това постъпва на работа в Института по социология, а от 1971 до 1988 г. ръководи секция „Социология на труда“. Междувременно чете лекции по социология на труда в Софийския университет. Кюранов е професор, доктор на философските науки. Бил е заместник-председател на Международния съвет по социални науки към ЮНЕСКО.

### Политическа кариера
Кюранов е член на БКП от 1948 г. Представител на България в Икономическата комисия на Европа към ООН в Женева (1965 – 1971), старши съветник в Съвета по човешки ресурси към Държавния съвет на НРБ (1971 – 1982). През 1988 г. е изключен от БКП, но на следващата година членството му е възстановено. Член на Висшия съвет на БСП (1990 – 1998) и председател на Обединението за социална демокрация в БСП, заместник-председател на БСП (1990 – 1991).
Кюранов е един от основателите на Клуба за подкрепа на гласността и преустройството (3 ноември 1988) и противник на включването на тази организация в СДС. Участва в работата на Кръглата маса – на първото консултативно и на подготвителното заседание е в делегацията на СДС, но след това напуска Клуба.
Депутат от Варна в VII велико народно събрание и заместник-председател на Комисията по демографските проблеми в този парламент. Депутат от Бургас в XXXVI, XXXVII и XXXVIII народни събрания.
Кандидат за президент от БСП на първите избори за държавен глава през 1990 г.
В края на 2003 г. Общинският съвет на БСП в Бургас иска изключването му от партията заедно с Нешка Робева, Иван Гранитски и Любомир Коларов, тъй като подкрепили на местните избори не кандидат-кмета на БСП, а дотогавашния кмет Йоан Костадинов.
Умира на 23 март 2004 г.

## Избрана библиография
Списъкът подлежи на допълване.
- Социални класи и социална стратификация. София: Наука и изкуство, 1977
- Човешките общности: Очерци по социология на социалните общности. София: Наука и изкуство, 1982
- (в съавторство) Днешното българско семейство. София: Наука и изкуство, 1987
- Ръчният труд. София: БАН, 1988